# Współczynnik powielania neutronów
Współczynnik powielania (mnożenia) neutronów – jedna z fundamentalnych wartości liczbowych opisujących stan reaktora jądrowego i reakcji łańcuchowej. Oznaczany zazwyczaj jako k lub kef.
Definiowany jest jako stosunek ilości n neutronów w chwili kolejnej i+1 (pokoleniu) do ilości neutronów w chwili bieżącej i (wcześniejszym pokoleniu):
{\displaystyle k={\frac {n_{i+1}}{n_{i}}}}.
Wielkość współczynnika mówi wprost o przebiegu reakcji łańcuchowej. Dla k > 1 (stan nadkrytyczny) liczba neutronów w każdym cyklu reakcji zwiększa się wykładniczo, prowadząc do jej gwałtownego przebiegu. Współczynnik powielania mniejszy od jedności (stan podkrytyczny) oznacza wygasanie reakcji łańcuchowej. Z punktu widzenia normalnej pracy rektora jądrowego pożądaną wielkością k ≈ 1 (stan krytyczny) - oznacza to zachodzenie kontrolowanej, samopodtrzymującej się reakcji łańcuchowej.
Z definicji k można wyznaczyć przyrost neutronów w jednostce czasu:
{\displaystyle {\frac {dn}{dt}}={\frac {(k-1)n}{\tau }}},
gdzie τ to średni czas życia jednego pokolenia neutronów, tj. czas między kolejnymi rozszczepieniami jądra.
Elementy kontrolne reaktora jądrowego służą do kontrolowania współczynnika powielania neutronów za pomocą materiałów o wysokim współczynniku pochłaniania neutronów.
Zmiana współczynnika powielania neutronów to reaktywność.